# Halden Zollverein

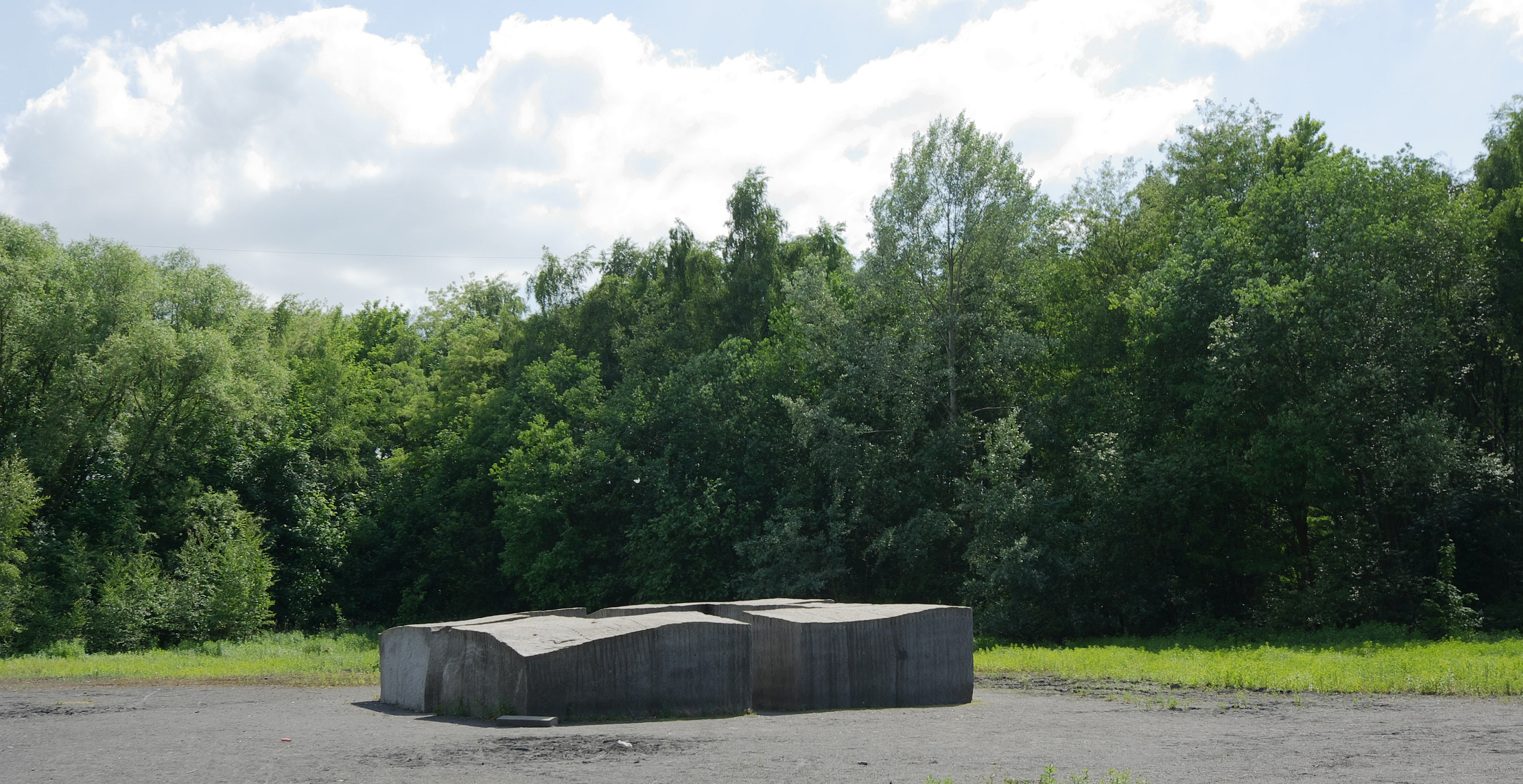
Skulptur von Ulrich Rückriem auf dem Gelände der Zeche Zollverein

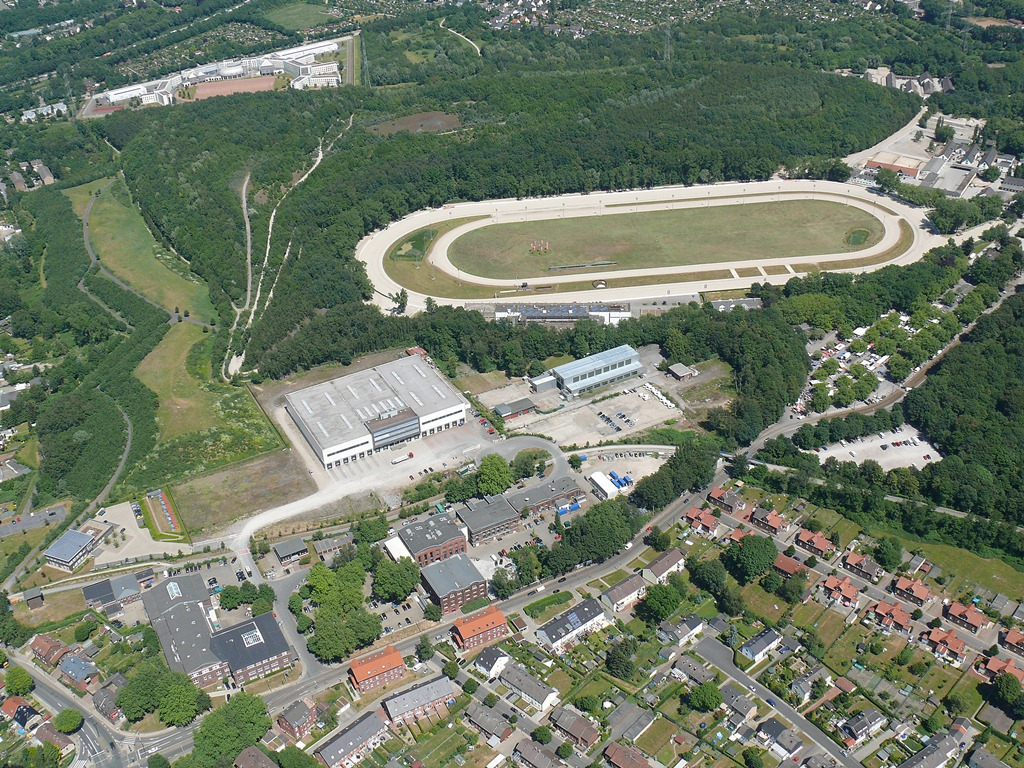
Luftbild von Triple Z (unten links), Trabrennbahn Gelsenkirchen und Halde Zollverein 4/11 (oben)

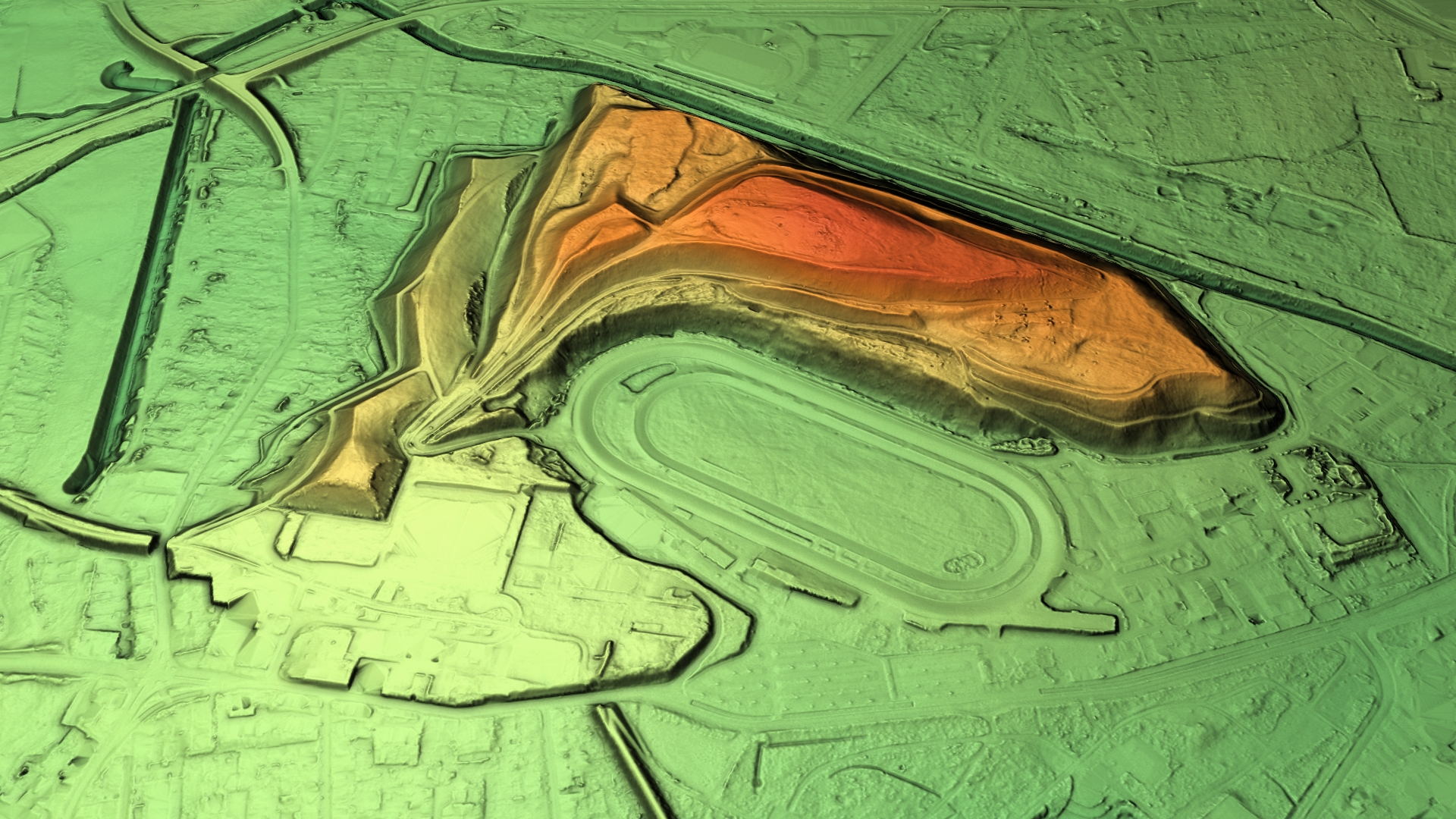
3D-Ansicht des digitalen Geländemodells

Die Halden Zollverein sind Bergehalden in Essen-Stoppenberg und Gelsenkirchen, die von der Zeche Zollverein direkt am Gelände oder nahebei aufgeschüttet wurden. Sie gehören zu den ältesten Halden im Ruhrgebiet und werden in der Route der Industriekultur aufgeführt.
1847 gründete Franz Haniel die bergrechtliche Gewerkschaft Zeche Zollverein. Mit Beginn der Schachtarbeiten wurde ab 1848 Bergematerial an verschiedenen Stellen aufgeschüttet.
An der Ecke Haldenstraße und Gelsenkirchener Straße ist ein Spitzkegel entstanden, die typische Haldenform der ersten Generation. Aufgrund der Geländeformation ist diese Halde nicht begehbar. Sie wird Halde Zollverein 1/2 genannt und ist mit 3,8 Hektar relativ klein (51° 29′ 23,6″ N, 7° 2′ 52,5″ O).
Zwischen dem Schacht XII und der Kokerei wurde an einer zweiten Stelle Material angeschüttet (51° 29′ 4,4″ N, 7° 2′ 27,7″ O). Der Boden ist hier aber nur einige  Meter erhöht, da die Berge hier nur zwischengelagert wurden. Der Haldenrand ist teilweise abgemauert. In diesem Bereich hat Ulrich Rückriem 1991 aus 24 Granitblöcken verschiedene Skulpturen aufgestellt, teilweise auf freiem Grund (ehemaliges Absetzbecken), teilweise im Birkenwald versteckt. Diese Halde ist sowohl von der Kokerei als auch von der Zeche aus begehbar und heißt, wegen der Kunstwerke, auch Skulpturenpark. 
Am GelsenTrabPark liegt die letzte und mit 37 Hektar größte Halde der Zeche Zollverein, genannt Halde Zollverein 4/11 (51° 30′ 31,8″ N, 7° 3′ 32,1″ O). Sie liegt bereits auf Gelsenkirchener Gebiet an der Stelle des ehemaligen Flugplatzes Gelsenkrichen-Essen-Rotthausen und ist öffentlich zugänglich. Verschiedene Veranstalter bieten Lauftreffs an. Zusätzlich nutzt die Trabrennbahn dort Trainingstrecken für die Traber. Von oben hat man Ausblick auf die Justizvollzugsanstalt Gelsenkirchen, die Fatih-Moschee, den Revierpark Nienhausen und natürlich auf die Zeche und die Kokerei Zollverein.